# فريق مهام الأمم المتحدة للإمدادات خلال جائحة فيروس كورونا
فريق مهام الأمم المتحدة  للأمدادات خلال جائحة فيروس كورونا هو فريق مهام  تم انشاؤه من قبل الولايات المتحدة لتنظيم وتوزيع معدات الحماية الشخصية والأختبارات التشخيصية والاكسجين إلى البدان ذات الأنظمة الصحية المنهكة .هذه المبادرة ستديرها منظمة الصحة العالمية وبرنامج الأغذية العالمي إلى جانب عدد من الشركاء من الولايات المتحدة .بحيث ان مراكز نظام سلسلة التزويد ستتمركز في الصين وبلجيكا وإثيوبيا وبنما وماليزيا وغانا وجنوب إفريقيا والإمارات العربية المتحدة. و من الممكن ان تحتاج سلسلة الامداد إلى تغطية أكثر من 30% من احتياجات العالم في المرحلة الخطيرة من الوباء وفقا لمنظمة الصحة العالمية واعلنت ان برنامج الأغذية العالمي سيحتاج إلى إرسال ثمانية طائرات بوينغ747 وثمانية طائرات شحن متوسطة الحجم وثمانية طائرات شحن متوسطة الحجم والعديد من طائرات الركاب الصغيرة لنقل المعدات والموظفين .